# 고키소촌
고키소촌(御器所村)은 아이치현 아이치군에 설치되었던 촌이다. 현재의 나고야시 쇼와구에 해당한다.